# Turok: Battle of the Bionosaurs
Turok: Battle of the Bionosaurs es un videojuego de plataformas en 2D desarrollado por Bit Managers para Game Boy. Fue lanzado originalmente en 1997, y es parte de la franquicia Turok. Estaba destinado a ser un complemento del juego de Turok: Dinosaur Hunter para Nintendo 64. El juego incluye ocho etapas, tiene un sistema de contraseña y se puede jugar en cuatro idiomas diferentes (inglés, francés, español y alemán).

## Jugabilidad
El juego se divide en niveles, cada uno de los cuales tiene una perspectiva diferente. El nivel 1 es principalmente de desplazamiento lateral, mientras que el nivel 2 tiene una vista de medio ojo de pájaro y medio de desplazamiento lateral. El tercer nivel es completamente de desplazamiento lateral mientras que otros niveles continúan usando este patrón. Para combatir a los enemigos, los jugadores están equipados durante todo el juego con muchos tipos de armas, incluidos cuchillos, arcos y varias armas. El juego también conserva el énfasis de la exploración que se encuentra en Turok: Dinosaur Hunter al darle al jugador muchos elementos coleccionables ocultos en cada nivel, así como alentar la revisión de ciertos niveles con nuevas habilidades para obtener cosas que no pudieron obtener antes.

## Trama
La trama sigue siendo la misma que Turok: Dinosaur Hunter.
El jugador asume el control de Tal'Set (Turok), un nativo americano guerrero que viaja en el tiempo. El manto de Turok se transmite de cada generación al hombre mayor. Cada Turok está encargado de proteger la barrera entre la Tierra y la Tierra Perdida, un mundo primitivo donde el tiempo no tiene sentido. La Tierra Perdida (Lost Land) está habitada por una variedad de criaturas, desde dinosaurios hasta extraterrestres. Un malvado señor supremo conocido como Campaigner busca un antiguo artefacto conocido como Chronoscepter, un arma tan poderosa que se rompió en pedazos para evitar que cayera en las manos equivocadas. El activista planea usar una matriz de enfoque para magnificar el poder del Chronoscepter, destruyendo las barreras que separan las edades del tiempo y gobiernan el universo. Turok se compromete a encontrar las ocho piezas del Chronoscepter y evitar los planes del Campaigner.

## Desarrollo
El juego fue desarrollado como una pieza complementaria del juego Turok: Dinosaur Hunter para Nintendo 64.